# Emil Zeidlitz
Emil Zeidlitz, född 27 januari 1996 i Stockholm, är en svensk kanotist och drakbåtspaddlare. Han bor i Stockholm och tävlar för Örnsbergs kanotsällskap. Emil är son till OS-kanotisten Erik Zeidlitz.
Zeidlitz är stor grabb nummer 145 på Svenska Kanotförbundets lista över stora kanotister. 

## Drakbåt

### Meriter
IDBF-VM
- Welland 2015
  - Brons 20manna mix 200m (U24) [3]
  - Brons 20manna mix 2000m (U24) [3]
- Szeged 2013
  - Guld 10manna herr 200m (U24) [4]
  - Silver 20manna mix 1000m (U24) [4]
  - Brons 20manna mix 500m (U24) [4]

ICF-VM
- Poznan 2014
  - Brons 20manna mix 500m [5]

EDBF-EM
- Brandenburg 2018
  - Guld 10manna mix 200m [6]
  - Brons 10manna herr 200m [6]
  - Brons 10manna mix 500m [6]
  - Brons 10manna mix 2000m [6]
  - Brons 10manna herr 200m (U24) [6]
  - Brons 10manna herr 500m (U24) [6]

- Rom 2016
  - Guld 10manna herr 200m (U24) [7]
  - Guld 10manna herr 1500m (U24) [7]
  - Silver 10manna herr 500m (U24) [7]

EDBF-EM klubblag
- Divonne-Les-Bains 2017
  - Guld 10manna mix 500m [8]
  - Silver 10manna mix 200m [8]

SM
- Nyköping 2021[9]
  - Guld 10manna herr 200m
  - Guld 10manna herr 500m
  - Guld 10manna herr 2000m
  - Guld 10manna mix 200m
  - Guld 10manna mix 500m
  - Guld 10manna mix 2000m
- Nyköping 2019
  - Guld 10manna herr 200m
  - Guld 10manna herr 500m
  - Guld 10manna mix 200m
  - Guld 10manna mix 500m
- Nyköping 2018
  - Guld 10manna mix 200m[10]
  - Guld 10manna mix 500m[10]
- Jönköping 2017
  - Guld 10manna mix 200m
  - Guld 10manna mix 500m
- Hofors 2016
  - Guld 10manna mix 200m
  - Guld 10manna mix 500m
- Nyköping 2015
  - Guld 10manna mix 500m
  - Silver 10manna mix 200m
- Jönköping 2014
  - Silver 10manna mix 500m

## Bildgalleri

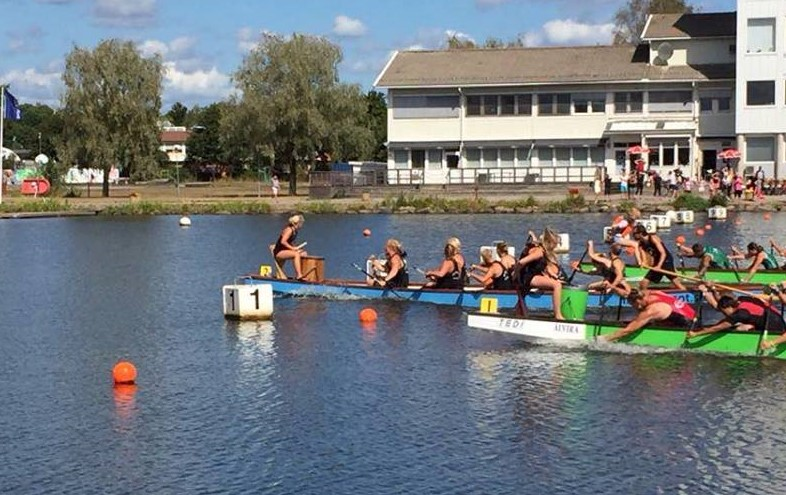
SM-guld i Nyköping, SM-guld, 200m 2018.
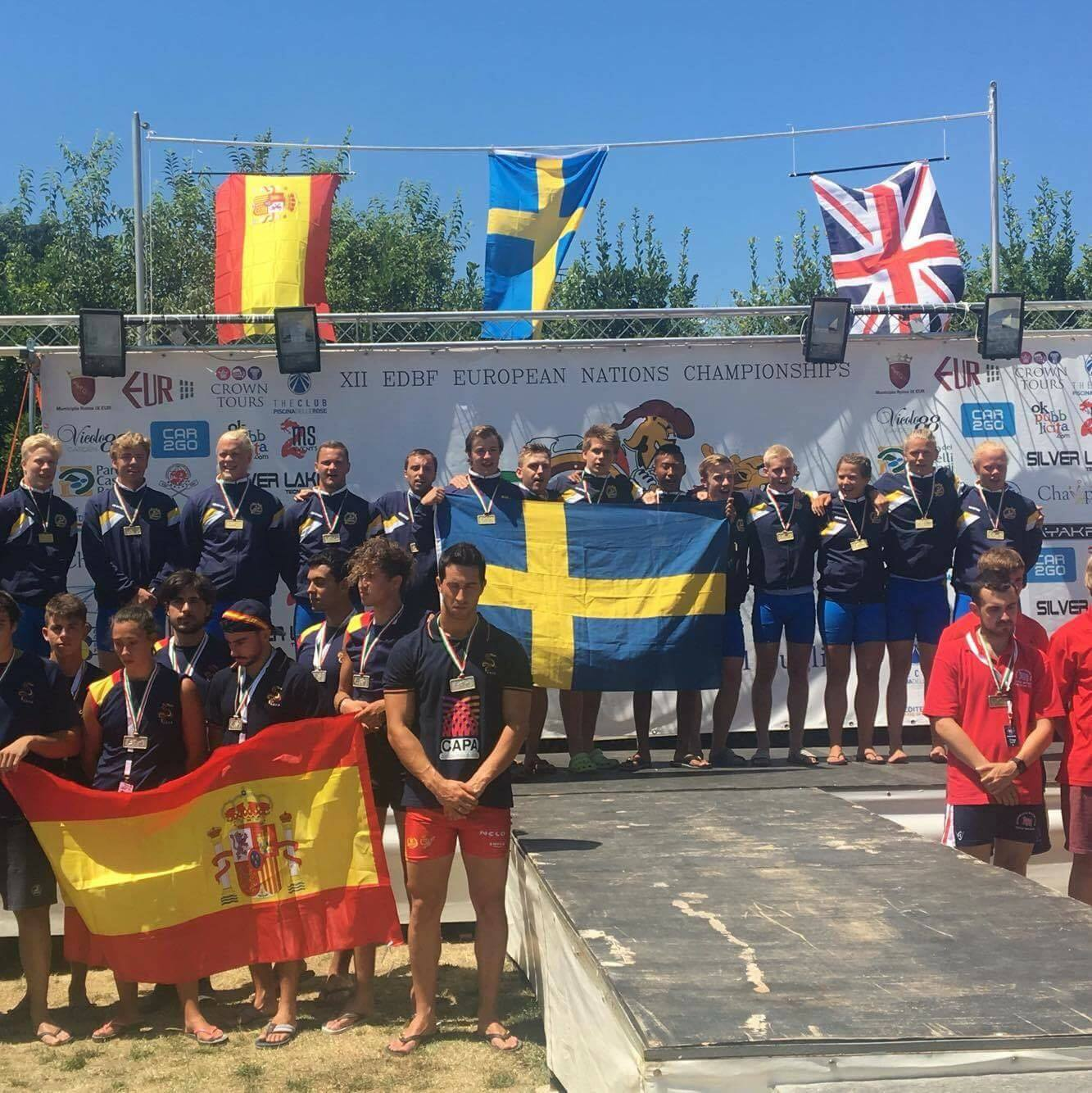
Medaljceremoni, EM-guld i U24, 200m 2016
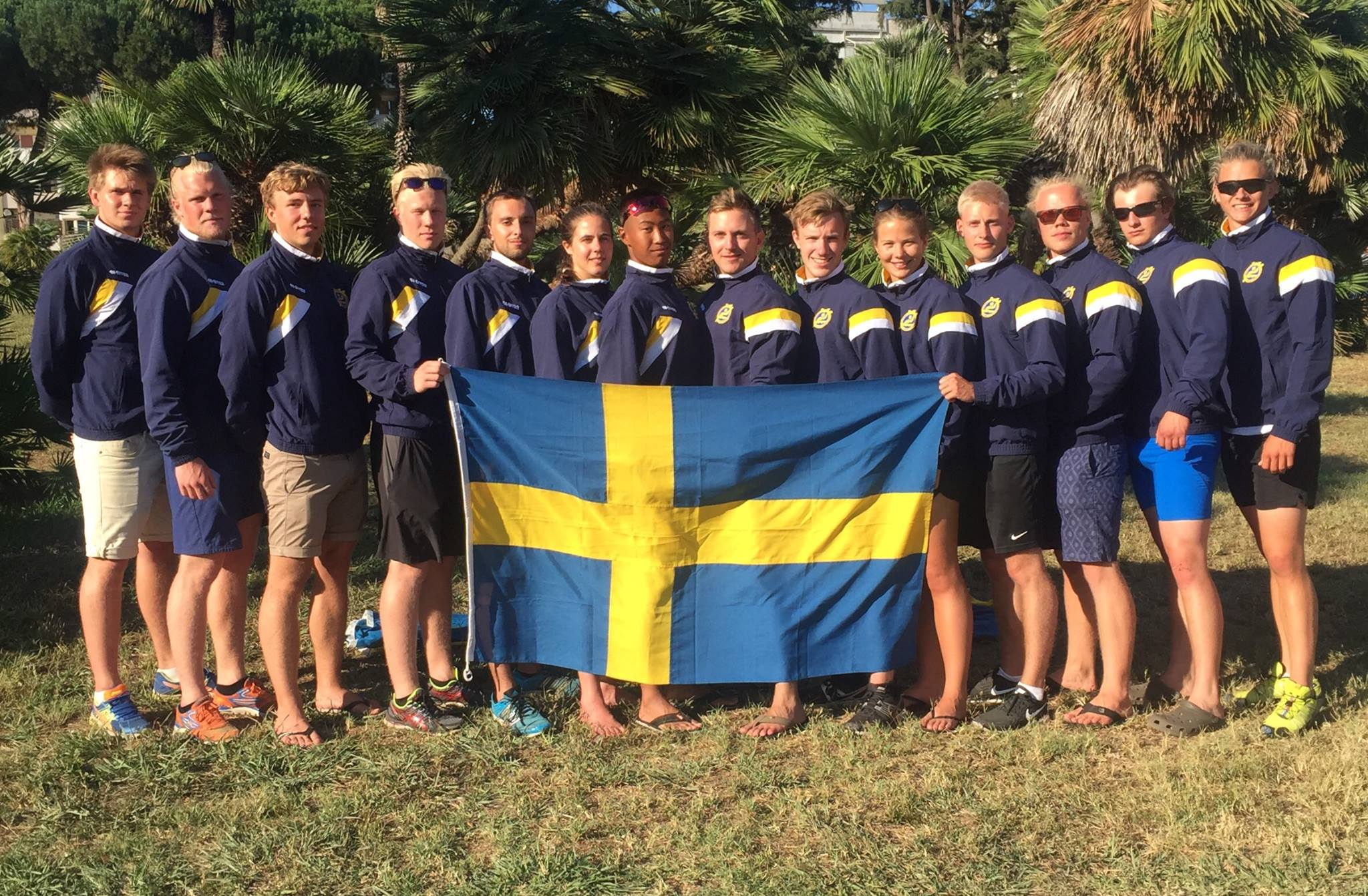
Lagfoto, EM-guld i U24, 1500m 2016
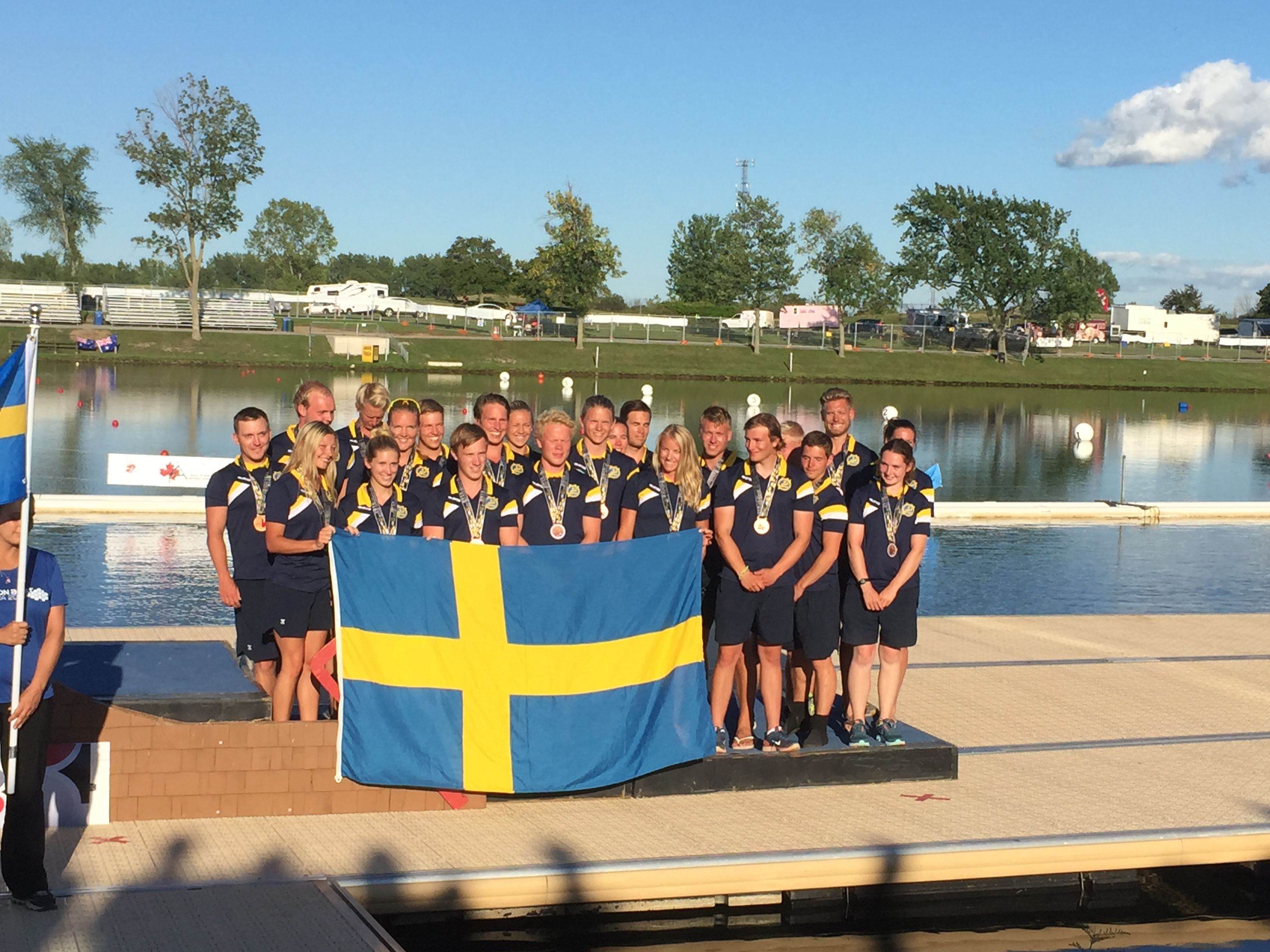
Medaljceremoni, VM-brons i U24, 200m 2015
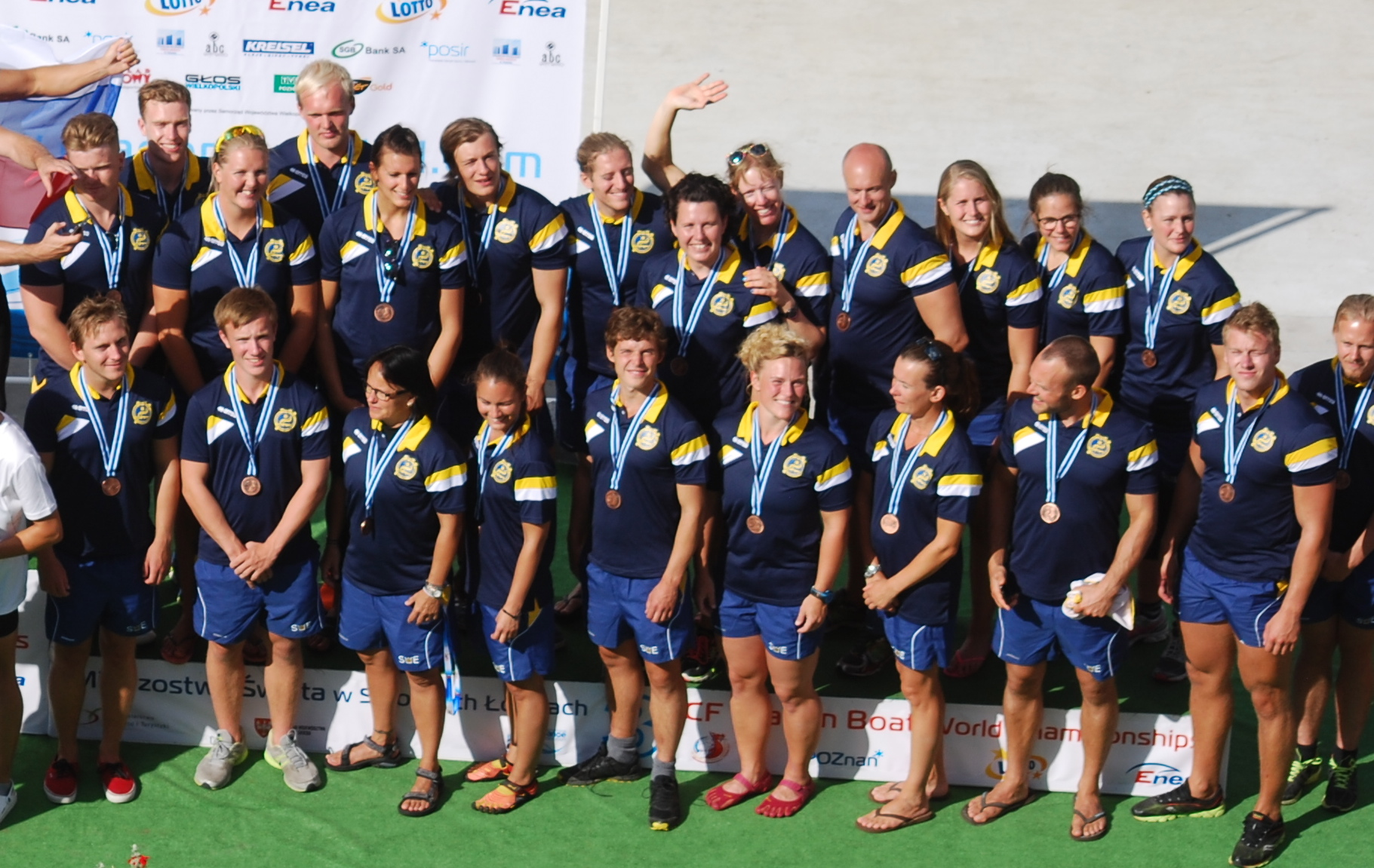
Medaljceremoni, VM-brons i senior, 500m 2014
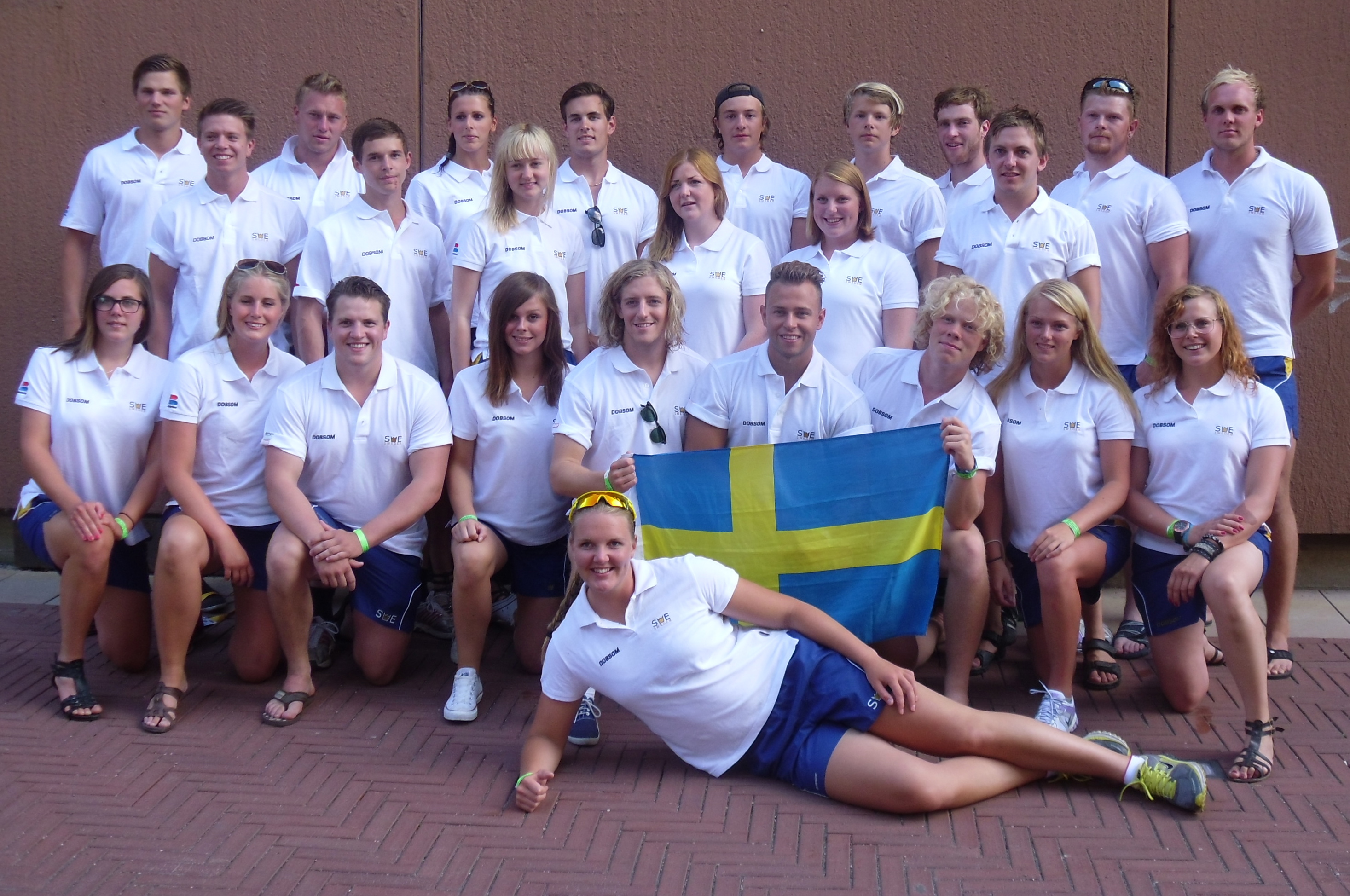
Lagfoto, VM-brons i U24, 500m 2013
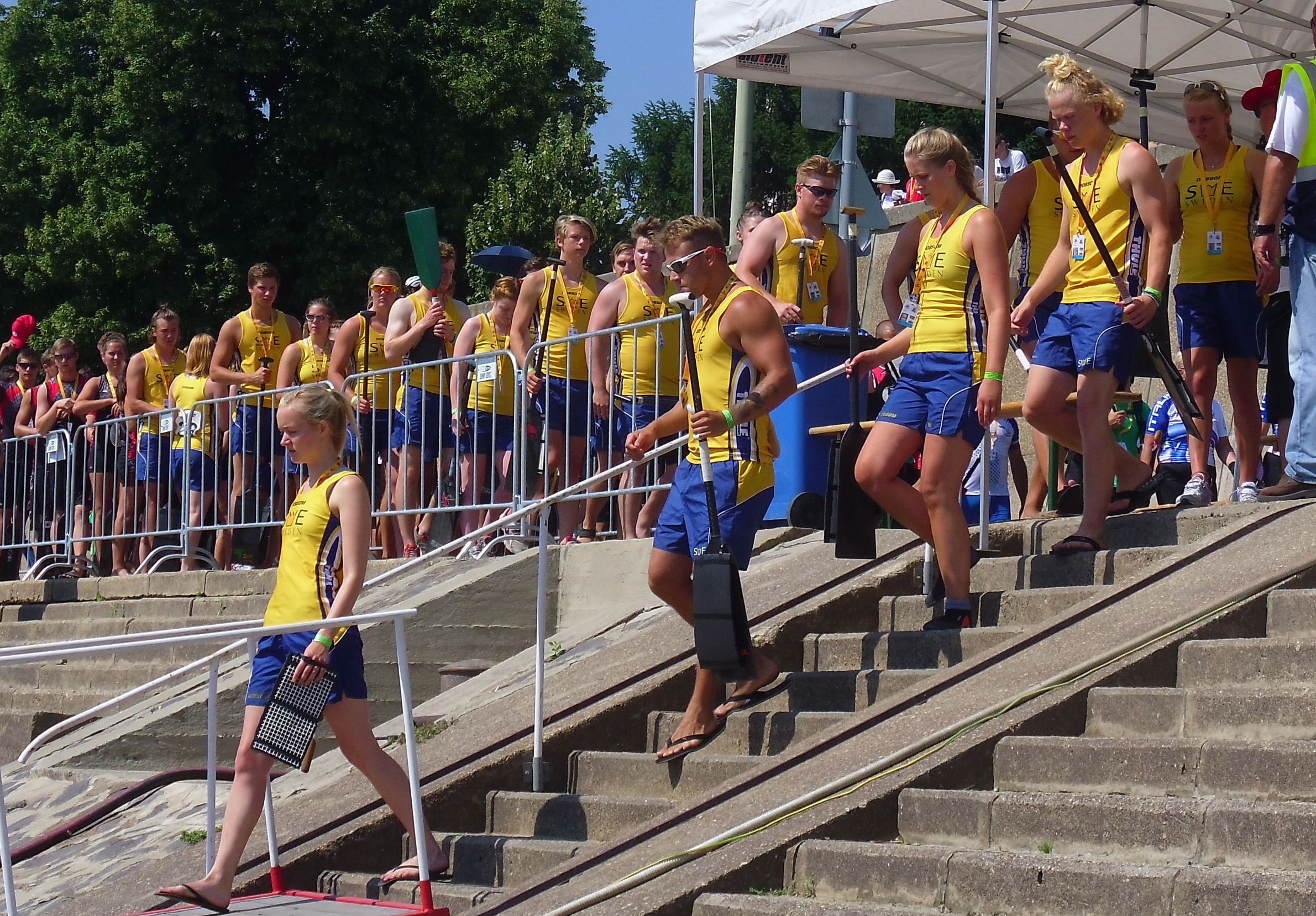
Landslagsdebut i U24, 2000m 2013
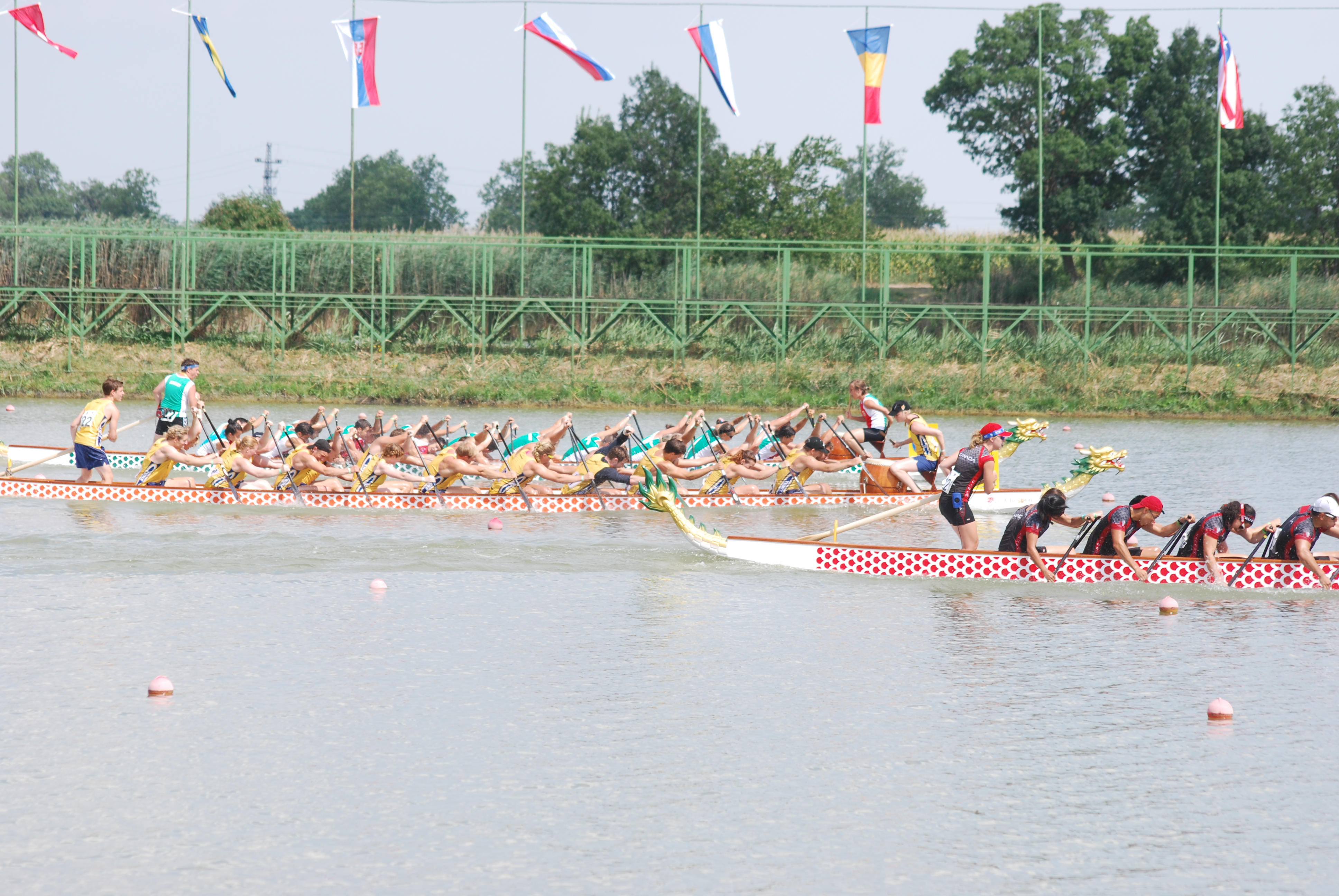
VM-final, VM-silver i U24, 1000m 2013
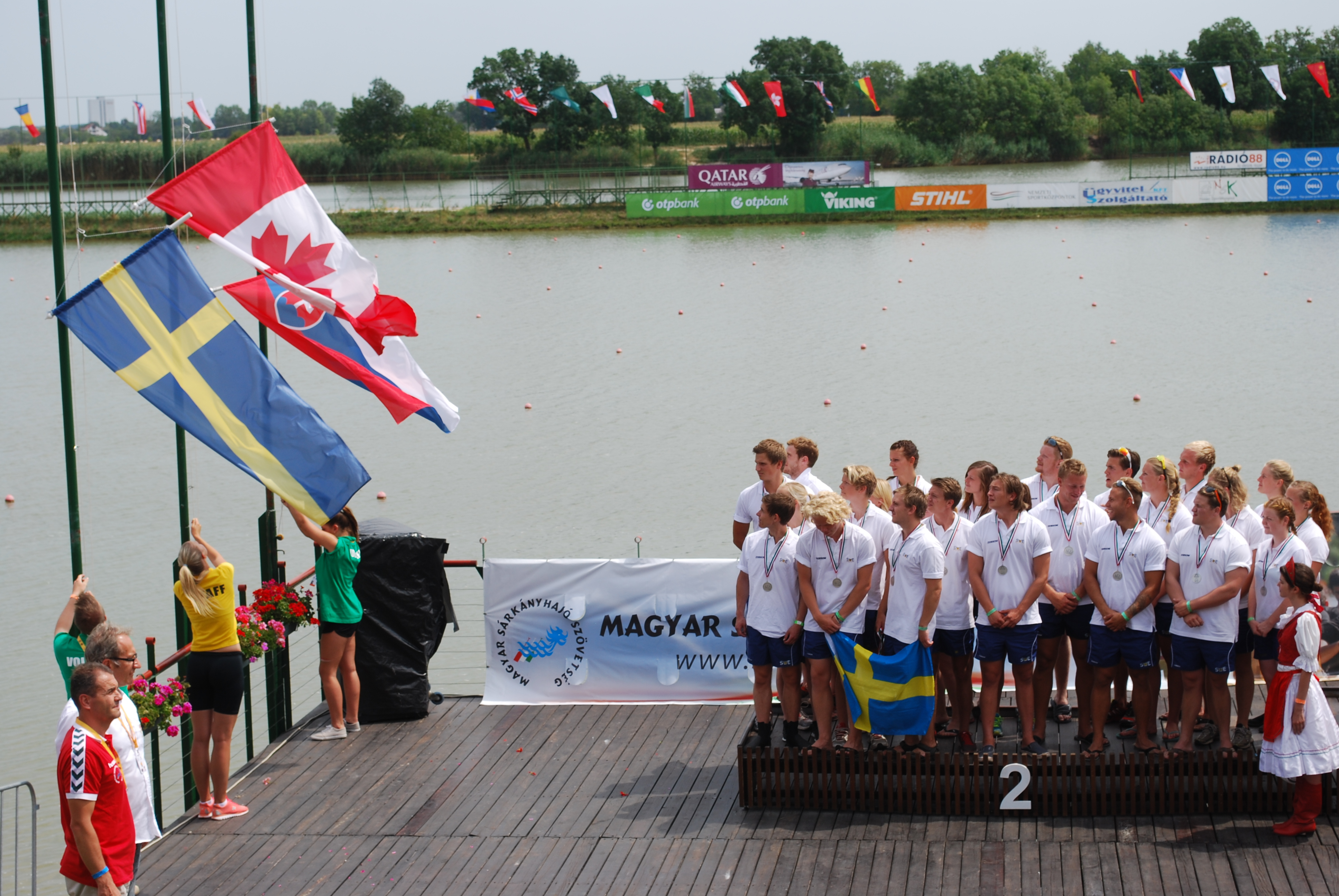
Medaljceremoni, VM-silver i U24, 1000m 2013
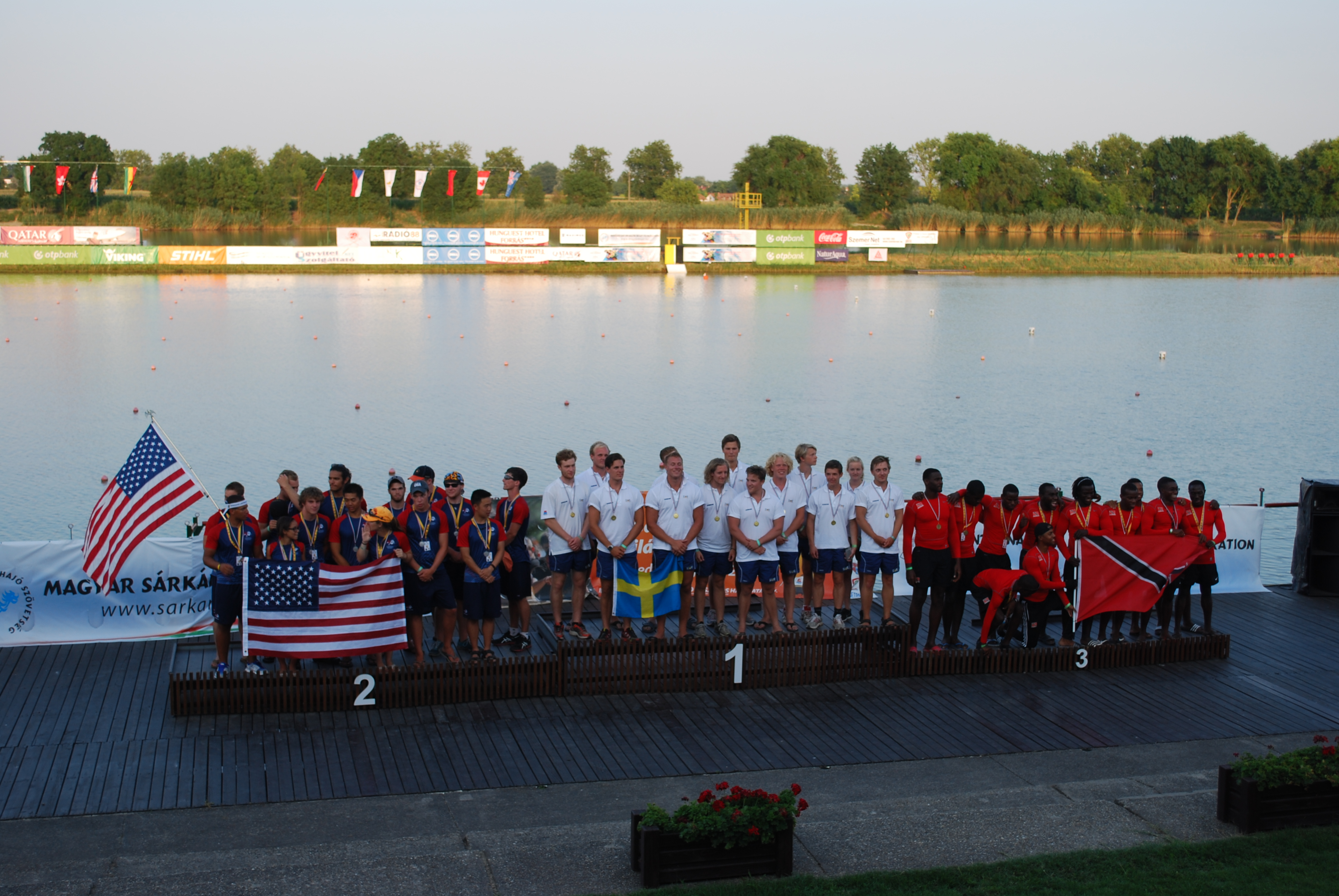
Medaljceremoni, VM-guld i U24, 200m 2013